# Monte Loudon
El monte Loudon es una cima de 3.221 metros (10.568 pies) situada en el valle del río Saskatchewan del Norte de Alberta (Canadá). Está situado en la zona silvestre Siffleur de las Rocosas Canadienses. Su pico más alto más cercano es el monte Murchison, a 15 km (9,3 millas) al oeste. El monte Siffleur está situado inmediatamente al noreste, y el monte Peskett inmediatamente al norte. El monte Loudon puede verse desde la autopista 11, la autopista David Thompson. La escorrentía de las precipitaciones de la montaña fluye hacia el norte a través del arroyo Loudon y el arroyo Porcupine, ambos afluentes del río Saskatchewan del Norte.

## Historia
El pico fue llamado así por Morrison P. Bridgland en honor a William James Loudon (1860-1951), quien fue geólogo y profesor de la Universidad de Toronto. Bridgland (1878-1948). Morrison fue un agrimensor del Dominio que dio nombre a muchos picos de las Montañas Rocosas canadienses y habría conocido al profesor Loudon mientras estudiaba en la Universidad de Toronto. William James Loudon era sobrino de James Loudon (1841-1916), que era el Presidente de la Universidad de Toronto.
El nombre de la montaña se hizo oficial en 1957 cuando fue aprobado por la Junta de Nombres Geográficos de Canadá.
El primer ascenso al pico fue realizado en 1972 por Ann Ridley y Tony Daffern. 

## Geología
El monte Loudon está compuesto de roca sedimentaria depositada desde los períodos Precámbrico al Jurásico que fue empujada hacia el este y sobre la parte superior de la roca más joven durante la orogenia Laramide.

## Clima
Según la clasificación climática de Köppen, el monte Loudon se encuentra en un clima subártico con inviernos fríos y abundantes nevadas y veranos suaves. Las temperaturas pueden descender por debajo de -20 °C con factores de sensación térmica por debajo de -30 °C.